# Claudio Velluti
Pour les articles homonymes, voir Velluti.
Claudio Velluti, né le 15 avril 1939, à Cagliari, en Italie et mort le 6 mars 2024, est un ancien joueur italien de basket-ball et sauteur en hauteur.

## Palmarès
- Champion d'Italie 1960, 1962
- Vainqueur des Jeux méditerranéens de 1963
- Finaliste de l'Universiade d'été de 1959